# Ictistygna rugosa
Ictistygna rugosa es una especie de coleóptero de la familia Anthicidae.

## Distribución geográfica
Habita en Queensland (Australia).